# هارولد غراي
هارولد غراي (بالإنجليزية: Harold Gray)‏ هو رسام كارتون أمريكي، ولد في 20 يناير 1894 في كانكاكي في الولايات المتحدة، وتوفي في 9 مايو 1968 في لاهويا في الولايات المتحدة بسبب سرطان.

## وصلات خارجية
- هارولد غراي على موقع IMDb (الإنجليزية)
- هارولد غراي على موقع الموسوعة البريطانية (الإنجليزية)
- هارولد غراي على موقع قاعدة بيانات برودواي على الإنترنت (الإنجليزية)